# خوان پونسه د لئون

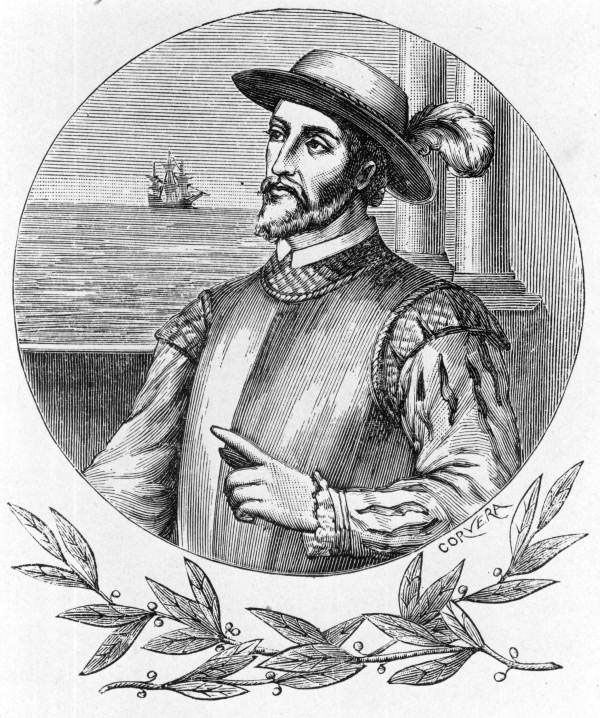
خوان پونسه د لئون

خوان پونسه د لئون ای فیگروا(به اسپانیایی: Juan Ponce de León y Figueroa)(زادهٔ ۱۴۷۴- درگذشته ژوئیه ۱۵۲۱) کاوش‌گر اسپانیایی بود. او همچنین نخستین فرماندار پورتوریکو بود. نخستین هیئت اکتشافی به کالیفرنیا به رهبری او گسیل شد. این هیئت در جستجوی سرچشمه جوانی به کالیفرنیا گسیل شد.

## کارنامه
د پونته در دومین سفر کریستوف کلمب به ینگه دنیا داوطلبانه بدو پیوست. در ۱۴۹۳ این گروه به هیسپانیولا رسیدند. در ۱۵۰۴ او مأمور سرکوب سرخ‌پوستان تائینو شد. پس از آن او مأموریت یافت تا به رونق و ساخت و ساز در مستعمره‌های اسپانیایی بپردازد.
هنگامی که او از تائینوها دربارهٔ پورتوریکو و رودخانه‌های زرخیز آن شنید، پروانهٔ کاوش آن سرزمین را در ۱۵۰۸ گرفت. مردان او اقامت‌گاهی در جزیره ساختند و به جستجوی زر پرداختند. به زودی او فرماندار آن جزیره شد. او بومیان جزیره را برای بهره گرفتن از نیروی کارشان میان مردانش تقسیم کرد. سرخ‌پوستان را به جستجوی طلا و تولید خوراک وا می‌داشتند. سرخ‌پوستان جز آن که به بردگی کشانده شده بودند با دردسر تازه‌ای که همانا بیماری‌های اروپاییان بود رودررو گشتند؛ بیماری‌هایی چون آبله و سرخک که سیستم دفاعی بدن ایشان توان رزم با این مهمانان را نداشت و مرگ و میرشان را در پی داشت. شورش این بومیان هم به جایی نمی‌رسید چرا که اسلحه‌های اولیهٔ ایشان در برابر کمان زنبورکی و شمخال نیروهای خوان پونسه بسیار ناتوان بود.
در ۱۵۱۳ د پونسه به دستور پادشاه و برای کاوش سرزمین‌های تازه رهسپار فلوریدا گشت و آن سرزمین را به مناسبت همزمانی‌اش با آیین جشنوارهٔ گل‌ها پاسکوا فلوریدا (که همان معنا را می‌دهد) خواند. روایاتی افسانه‌وار هدف خوان د پونسه را از کاوش فلوریدا دستیابی به چشمهٔ جوانی ذکر می‌کنند. هرچند که تاریخ‌نگاران آماج او را بیشتر یافتن طلا و گسترش امپراتوری اسپانیا دانسته‌اند.
د پونسه در واپسین سفرش در ۱۵۲۱ در کرانه‌های جنوب باختری فلوریدا با همراهانش از کشتی پیاده شد. به زودی سرخ‌پوستان بر آنها تاختند و تیری که با شیرهٔ درختی بومی زهرآگین شده‌بود بر شانهٔ د پونسه نشست و او را زخمی نمود. گروه به همراه د پونسه به کوبا رانده شدند ولی خوان د پونسه بر اثر آن زخم به زودی جان‌سپرد و پیکرش را در پورتوریکو به خاک سپردند.